# استراوا
اُستراوا نام شهری در شرق جمهوری چک و در استان موراوی-سیلزی و در نزدیکی مرز لهستان است. کشف و استخراج زغال سنگ نقش عمده ای در پیشرفت و ارتقای شهر داشته‌است. استراوا سومین شهر بزرگ جمهوری چک پس از پراگ و برنو است. بر اثر تمرکز کارخانه‌های سنگین در زمان سلطهٔ کمونیست بر چکسلواکی به استراوا لقب قلب پولادی جمهوری داده‌اند. علی‌رغم انتقال برخی از این کارخانه‌ها به نواحی دورتر، استراوا یکی از آلوده‌ترین شهرهای اتحادیه اروپا است.